# Pseudoeurycea galeanae
Pseudoeurycea galeanae är en groddjursart som först beskrevs av Taylor 1941.  Pseudoeurycea galeanae ingår i släktet Pseudoeurycea och familjen lunglösa salamandrar. IUCN kategoriserar arten globalt som nära hotad. Inga underarter finns listade i Catalogue of Life.